# نظام‌آباد (هند)
شهر نظام‌آباد (به انگلیسی: Nizamabad) با جمعیت ۳۲۶٫۶۹۳ نفر در ایالت آندرا پرادش در کشور هند واقع شده‌است.